# Ingo Voigt
Ingo Voigt (ur. 4 grudnia 1985 r. w Konstancja) – niemiecki wioślarz.

## Osiągnięcia
- Mistrzostwa Świata U-23 – Hazewinkel 2006 – dwójka podwójna wagi lekkiej – 8. miejsce[1].
- Mistrzostwa Świata U-23 – Glasgow 2007 – jedynka wagi lekkiej – 3. miejsce[1].
- Mistrzostwa Świata – Poznań 2009 – jedynka wagi lekkiej – 18. miejsce[1].